# Phycodnaviridae
Phycodnaviridae è una famiglia di grandi (da 160 a 560 000 coppie di basi) virus a DNA a doppio filamento che infettano alghe eucariote di acqua dolce e salata. I Phycodnaviridae hanno una morfologia icosaedrica del capside, una membrana lipidica interna e si replicano, completamente o parzialmente, nel citoplasma della loro cellula ospite. È l'unica famiglia dell'ordine Algavirales e appartiene al phylum di grandi virus noti come Nucleocytoviricota o grandi virus nucleo-citoplasmatici a DNA (NCLDV).

## Caratteristiche del genoma
Recenti studi hanno rivelato caratteristiche peculiari nel genoma dei Phycodnaviridae come sofisticati sistemi di replicazione del DNA e apparati di trascrizione, un nuovo tipo di proteina di trasporto del potassio, geni coinvolti nel controllo del processo apoptodico del genoma della vittima e geni per la glicosilazione delle proteine virali.
Tutti i Phycodnaviridae codificano per un certo numero di proteine coinvolte nei processi di replicazione o ricombinazione del DNA, compresa una DNA polimerasi (DNA-dipendente) diretta. Non è ancora chiaro se alcuni dei Phycodnaviridae posseggano un apparato di replicazione completo e funzionale, comunque. Essi sembrano infatti fare affidamento, almeno parzialmente, sugli enzimi prodotti dalla cellula ospite.